# Herbsheim
Herbsheim é uma comuna francesa na região administrativa de Grande Leste, no departamento Baixo Reno. Estende-se por uma área de 8,56 km². Em 2010 a comuna tinha 940 habitantes (densidade: 109,8 hab./km²).